# ظهر الغمام (كعيدنة)

تعديل مصدري - تعديل

ظهر الغمام هي إحدى قرى عزلة كعيدنة بمديرية كعيدنة التابعة لمحافظة حجة، بلغ تعداد سكانها 22 نسمة حسب تعداد اليمن لعام 2004.